# Háifoss

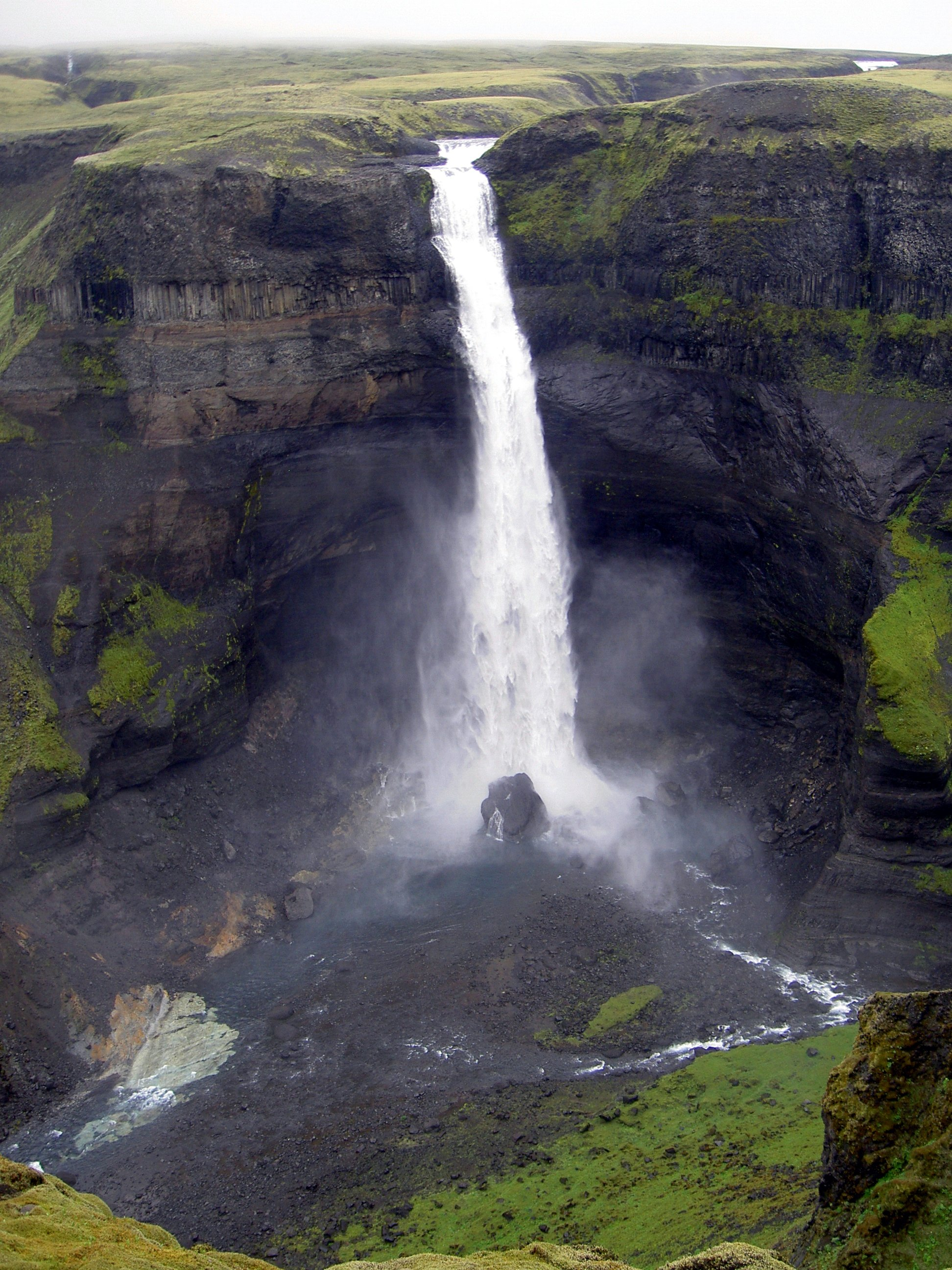
Háifoss

Háifoss är ett vattenfall i närheten av vulkanen Hekla på södra Island. Floden Fossá, som är ett tillflöde till Þjórsá, rinner ner här med en fallhöjd på 122 meter. Detta är det tredje högsta vattenfallet i Island.